# Moravská Třebová
Moravská Třebová (Duits: Mährisch Trübau) is een stad in het district Svitavy in de regio Pardubice, Tsjechië. De stad heeft ongeveer 11.400 inwoners (2003) en is gelegen aan de rivier de Třebůvka.
Als Mährisch Trübau was het vóór 1945 de grootste Duitstalige stad op het zogeheten taaleiland Hřebečsko (Duits: Schönhengstgau) in Moravië.  

## Geschiedenis
De stad werd gesticht in de tweede helft van de dertiende eeuw door heer Boresch II von Riesenburg, en de eerste schriftelijke bewijzen hiervan stammen uit het jaar 1270. In 1509 en 1540 vonden grote stadsbranden plaats, waarna de stad weer werd hersteld en uitgebreid met gebouwen van steen en baksteen, en er werd een stenen stadsmuur gebouwd met elf bastions. In de zestiende en zeventiende eeuw werd de stad een centrum voor humanistische wetenschappen, reden waarom Moravská Třebová ook wel het ‘Athene van Moravië’ werd genoemd. Na de Dertigjarige Oorlog (1618-1648) kwam de stad in handen van het huis Liechtenstein; hierna brak een periode van verval aan. In de 17de en 18de eeuw bloeide in de stad de textielindustrie, hoewel men concurrentie ondervond van de nabijgelegen stad Svitavý, omdat daar al een spoorverbinding was. Moravská Třebová kreeg deze pas in 1889.
In de eerste helft van de 20ste eeuw stond de stad onder sterke invloed van het Duitse nationalisme, vooral nadat de republiek Tsjecho-Slowakije was uitgeroepen, en ten tijde van de economische crisis in de dertiger jaren. Tijdens de Tweede Wereldoorlog maakte de stad deel uit van het Duitse Rijk. Na de oorlog werden alle Duitse inwoners uit de stad verwijderd en werd de stad weer Tsjechisch.

## Monumenten en bezienswaardigheden
Het historische centrum van Moravská Třebová werd al in 1956 uitgeroepen tot Cultureel Monument, en in 1980 opnieuw. Bezienswaardigheden zijn:
- Het in het centrum gelegen Kasteel Moravská Třebová;
- Stadswoningen in gotische en renaissancistische stijl;
- het centrale stadsplein;
- het renaissancistische stadhuis (curiositeit is de toren uit 1521, welke geen fundering heeft);
- Het monument voor de pest;
- Het Cultureel Monument bevat naast de historische kern van Moravská Třebová en het kasteel, ook de nabijgelegen Kruisberg. Hier bevindt zich de kerk van De Geboorte van Christus (1500), een kruisweg met kapellen, de monumentale beeldengroep Kalvarie en waardevolle kunstvoorwerpen uit de Barokperiode.

Tegenwoordig is Moravská Třebová een toeristische trekpleister voor Tsjechen maar ook meer en meer voor buitenlandse toeristen, die dit goed bewaarde en prachtig onderhouden typisch Moravische stadje komen bewonderen.

## Geboren
- Roman Kreuziger (6 mei 1986), wielrenner
- Leopold König (15 november 1987), wielrenner

## Partnersteden
- Banská Štiavnica, Slowakije
- Staufenberg, Duitsland
- Vlaardingen, Nederland

## Externe link

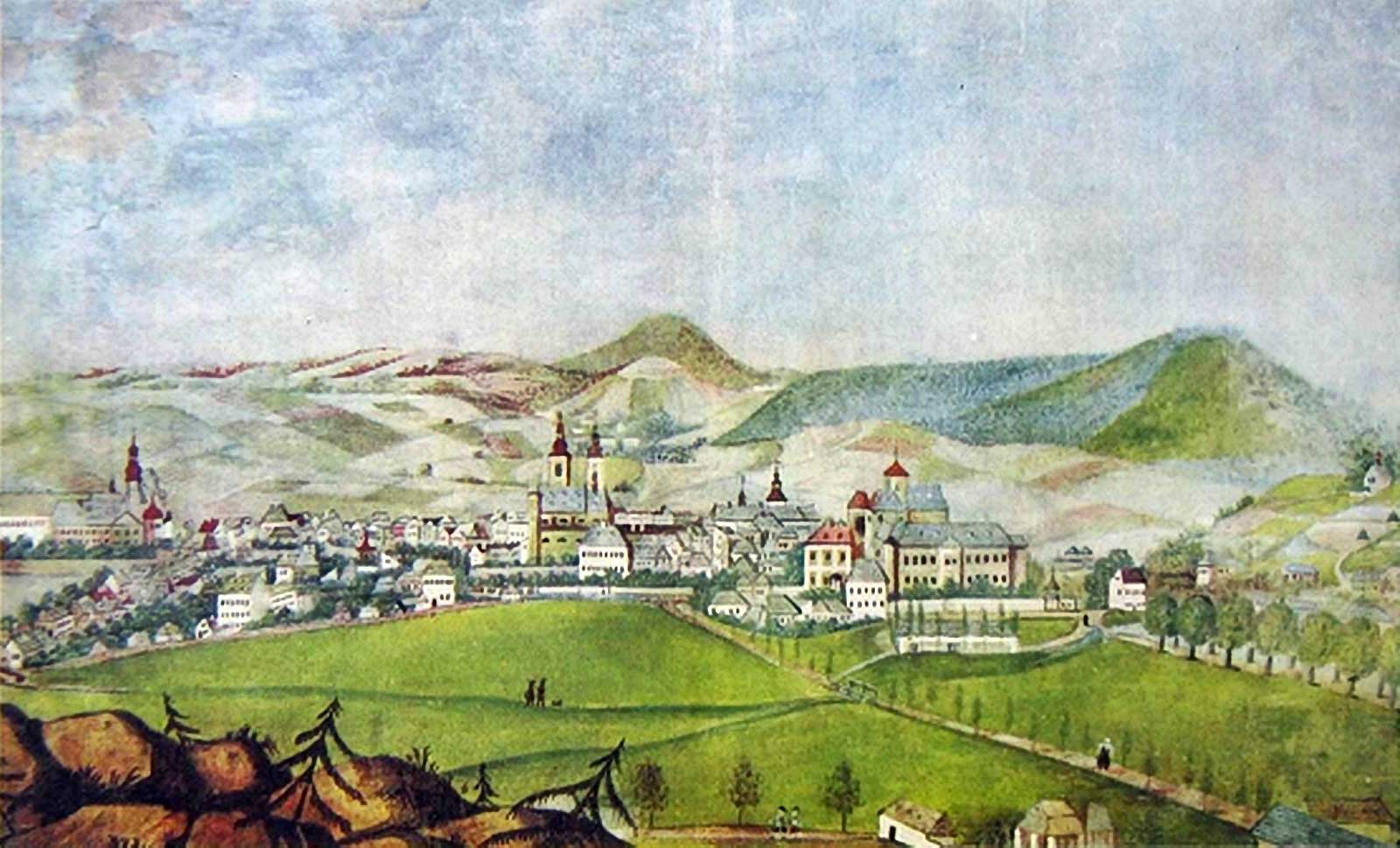
Moravská Třebová in 1840